# Expéditions germano-autrichiennes dans les Andes péruviennes
Dans les années 1930, trois expéditions germano-autrichiennes ont lieu dans les Andes péruviennes. Les expéditions de 1932 et 1936 sont organisées par le Club alpin germano-autrichien (Deutscher und Österreichischer Alpenverein, DuOeAV). Celle de 1939 est organisée par le Club alpin allemand après la scission du DuOeAV en 1938.
Au cours de ces expéditions, 12 des 18 sommets de 6 000 mètres de la cordillère Blanche et certains sommets de la cordillère Huayhuash sont escaladés pour la première fois et une carte détaillée des montagnes de la région est établie (au 1/100000e).

## Expédition de 1932
Une première expédition dans la cordillère Blanche débute au mois de mars 1932 et se poursuit jusqu'à la fin de cette même année. L'objectif de l'expédition est de réaliser des ascensions, des études scientifiques et d'établir une carte de la région. Elle est dirigée par Philipp Borchers et compte parmi ses membres Wilhelm Bernard, Erwin Hein, Hermann Hoerlein, Hans Kinzl (en) et Erwin Schneider.
Premières ascensions :
- Huascarán Sud (point culminant du Pérou à 6 768 m) le 20 juillet, ascension réalisée par Bernard, Borchers, Hein, Hoerlein et Schneider via l'itinéraire normal d'aujourd'hui[1],[2] ;
- Chopicalqui (6 345 m) le 3 août, par Borchers, Hein, Hoerlein et Schneider sur la crête sud-ouest[1],[2] ;
- Artesonraju (6 025 m) le 19 août, par Hein et Schneider via l'arête nord et l'éperon nord-est[2] ;
- Huandoy (6 395 m) le 12 septembre, par Hein et Schneider sur les versants sud[1],[3],[2] ;
- Copa (6 188 m) le 26 septembre, par Hein et Schneider par le versant ouest. Hoerlein entreprend des mesures scientifiques des rayons cosmiques et passe trois semaines en continu à altitude supérieure à 5 500 m[4].

## Expédition de 1936
Une petite expédition est organisée en 1936. Elle est dirigée par Hans Kinzl et composée d'Erwin Schneider et d'Arnold Awerzger. Elle explore d'autres régions de la cordillère Blanche et réalise les premières ascensions :
- Pucajirca Sur (6 039 m) le 1er juillet, par Schneider[5] ;
- Quitaraju (6 036 m) le 17 juin, par Awerzger et Schneider sur la crête ouest ;
- Champará (5 740 m) à l'extrême nord de la cordillère Blanche.

Le véritable objectif de cette deuxième expédition est la cordillère Huayhuash, qui est explorée par des alpinistes pour la première fois. Une carte topographique d'ensemble est établie. De nouvelles premières sont réalisées :
- Siula Grande (6 344 m) le 28 juillet, par Awerzger et Schneider sur la crête nord[1] ;
- Rasac (6 017 m), en solo de Schneider.

En outre, Awerzger, Kinzl et Schneider tentent à deux reprises de gravir Yerupaja, mais elles se soldent par des échecs.

## Expédition de 1939
En 1939, une nouvelle grande expédition est mise sur pied. Elle dirigée par Hans Kinzl, ce dernier souhaite particulièrement explorer la partie sud de la cordillère Blanche. Les six participants sont W. Brecht, Heckler, S. Rohrer, K. Schmid et H. Schweizer.
De nouvelles premières ascensions sont réalisées :
- Palcaraju (6 274 m) le 7 juin, par Brecht, Rohrer, Schmid et Schweizer par la crête nord-est[6] ;
- Ranrapalca (6 162 m) le 25 juin, par Brecht, Rohrer, Schmid et Schweizer par la crête nord-est[6] ;
- Tocllaraju (6 034 m) le 31 juillet, par Brecht et Schweizer sur la crête nord-ouest[7].
- Chinchey (6 309 m) le 2 août, par Brecht et Schweizer sur la crête nord[8] ;
- Hualcán (6 122 m) au mois d'août, par Rohrer et Schmid sur la crête sud[9].

Au cours de cette expédition, le Huascarán Norte (6 555 m) est gravi à nouveau par Brecht, Heckler, Rohrer, Schmid et Schweizer. 
Le 28 août 1939, deux membres de l'expédition[Qui ?] meurent dans une avalanche. En Europe, la Seconde Guerre mondiale est déclarée quelques jours plus tard. Elle va considérablement compliquer le retour des alpinistes allemands. Ainsi, ce n'est qu'en avril 1941, que Kinzl parvient à rentrer chez lui à Innsbruck.

## Expéditions ultérieures
Dans les années 1950, une fois la guerre terminée, de nouvelles expéditions sont organisées au Pérou par Kinzl (en 1952, 1954 et 1964). Au cours de l'expédition de 1954, le Sarapo (6 143 m) est gravi pour la première fois dans la cordillère Huayhuash.

## Sources et bibliographie
- (de) Philipp Borchers, Die Weisse kordillere, Scherl, 1935 (présentation en ligne)
- (de) Karl Schmid, Eisgipfel unter Tropensonne : Bergfahrten und Reiseerlebnisse in Peru, Alpha-Verlag, 1950, 215 p.
- (en) John Biggar, The Andes : A Guide for Climbers, Andes, 2015 (ISBN 9780953608720, présentation en ligne)
- Sylvain Jouty et Hubert Odier, Dictionnaire de la montagne, Omnibus, septembre 2009 (présentation en ligne)
- (en) K. A. H., « Andes », American Alpine Journal, vol. 4, nos 12-14,‎ 1940, p. 145-146 (lire en ligne)
- (en) John F. Ricker, Yuraq Janka : Guide to the Peruvian Andes, The Mountaineers Books, 1977 (ISBN 9781933056708)